# Wolfwalkers
Wolfwalkers sau Oamenii-Lup este un film de animație de aventură fantastică din 2020 regizat de Tomm Moore și Ross Stewart și este al treilea film din Trilogia folclorului irlandez a lui Moore, după filmele sale anterioare Secretul din Kells (2009) și Cântecul mării (2014). O co-producție internațională condusă de Cartoon Saloon și Mélusine Productions, filmul a avut premiera la Festivalul Internațional de Film de la Toronto din 2020 pe 12 septembrie. A fost lansat în cinematografe în Irlanda pe 2 decembrie 2020 și în Franța pe 16 decembrie 2020.
Wolfwalkers urmărește povestea lui Robyn Goodfellowe, o tânără ucenică vânătoare care ajunge în Irlanda împreună cu tatăl ei pentru a distruge ultima haită de lupi într-o perioadă a superstițiilor și magiei. În timp ce explorează ținuturile interzise din afara zidurilor orașului, Robyn se împrietenește cu o fată cu spirit liber, Mebh, membră a unui trib misterios despre care se zvonește că are abilitatea de a se transforma în lupi noaptea. În timp ce o caută pe mama dispărută a lui Mebh, Robyn descoperă un secret care o atrage și mai mult în lumea fermecată a Wolfwalkerilor. Astfel riscă să devină o amenințare pentru munca tatăl ei.
În film sunt vocile lui Honor Kneafsey, Eva Whittaker, Sean Bean, Simon McBurney, Maria Doyle Kennedy, Tommy Tiernan, Jon Kenny și John Morton. A câștigat mai multe premii, inclusiv Premiul Satellite pentru cel mai bun film de animație sau tehnică mixtă și cinci premii Annie, inclusiv Cel mai bun regizor (pentru Moore și Stewart) și Cel mai bun film de animație independent. De asemenea, a primit nominalizări pentru Cel mai bun film de animație la Premiile Academiei, Premiile Globului de Aur și Premiile BAFTA.

## Rezumat
În Irlanda anului 1650, locuitorii din Kilkenny lucrează la defrișarea pădurilor din apropiere la ordinele autoritarului Lord Protector. Acest fapt îi pune în conflict cu o haită locală de lupi. Vânătorul englez Bill Goodfellowe - împreună cu fiica sa rebelă Robyn - este chemat la Kilkenny de către Lordul Protector pentru a extermina lupii. Dorind să-l ajute pe Bill, Robyn împreună cu șoimul ei, Merlyn, îl urmează în secret în pădure. După ce l-a împușcat accidental pe Merlyn cu arbaleta ei în timp ce încerca să ucidă un lup, Robyn vede o fată misterioasă ducându-l în pădure și o urmărește. Când o găsește pe Merlyn vindecată în mod miraculos, este speriată de un tânăr lup care se află într-una dintre capcanele lui Bill. În timp ce lupul încearcă să o elibereze pe Robyn, acesta o mușcă din greșeală. Odată ieșiți din capcană, Merlyn și lupul o conduce pe Robyn la bârlogul lupilor, unde descoperă că lupul este aceeași fată de mai devreme. Fata, Mebh, explică faptul că este un Om-Lup și se transformă într-un lup când doarme. Robyn se împrietenește cu Mebh și află, de asemenea, că spiritul mamei sale adormite, Moll, nu s-a întors încă. Întorcându-se acasă, Robyn încearcă să-l convingă pe Bill de existența Wolfwalkers, dar el o ceartă în schimb pentru că a intrat singură în pădure.
A doua zi dimineață, în timp ce lucra la spălătorie, Robyn este atrasă în camerele Lordului Protector de o voce misterioasă care vine dintr-o cușcă ascunsă. În noaptea aceea, în timp ce doarme, Robyn descoperă că sufletul ei i-a părăsit trupul și s-a transformat într-un lup. Confuză, Robyn se întoarce în pădure, unde Mebh dezvăluie că mușcătura ei a transformat-o pe Robyn într-o Wolfwalker și o ajută să se obișnuiască cu noua ei formă. La întoarcerea la Kilkenny, Robyn se infiltrează în conacul Lordului Protector, unde găsește forma de lup a lui Moll în interiorul cuștii. Moll îi spune lui Robyn că Mebh și haita trebuie să părăsească pădurea, deoarece Lordul Protector plănuiește să o ardă pentru a-i distruge. Lordul Protector, căutând să restabilească controlul asupra orașului, îi asigură pe locuitorii orașului că poate îmblânzi lupii și, prin extensie, natura însăși. El ignoră rugămințile lui Robyn de a o lăsa pe Moll să plece și îl retrogradează pe Bill pentru că nu a reușit să elimine lupii.
Temându-se de separare, Robyn și Bill își văd de îndatoririle. Mebh, după ce a așteptat ca Robyn să se întoarcă după cum îi promisese, intră în Kilkenny și o găsește pe Robyn, care încearcă să-i transmită avertismentul mamei sale. Rănită de refuzul lui Robyn de a o ajuta să-și salveze mama, Mebh se hotărăște să o facă singură. Lordul Protector o prezintă pe Moll captivă în fața locuitorilor orașului. Mebh înfuriată încearcă să o elibereze, dar când Bill o imobilizează, Moll îl mușcă. Înainte de a fugi, Mebh jură să se întoarcă cu haita ei pentru a-și salva mama.
Lordul Protector îi ordonă lui Bill să o omoare pe Moll și își conduce armata să incendieze pădurea. Totuși, Robyn o protejează pe Moll de Bill, apoi o eliberează și o reunește cu Mebh înainte ca ea și haita ei să poată ataca Kilkenny, câștigând astfel iertarea lui Mebh. Bill îi urmărește și o împușcă pe Moll, făcând ca forma de lup a lui Moll să devină un spirit și să se întoarcă la forma ei umană în bârlog. Forma de lup a lui Robyn, Mebh, și lupii o urmăresc. Lordul Protector și armata sa sosesc și încep să ardă pădurea. În timp ce Mebh lucrează pentru a o vindeca pe Moll,care este grav rănită, Robyn și haita îi opresc pe soldați. Mebh o cheamă pe Robyn și haita ei înapoi, dându-și seama că are nevoie de ei pentru a o vindeca pe Moll. Robyn este doborâtă după ce a dezactivat tunul armatei. Înainte ca Lordul Protector să o poată ucide, Bill, din cauza mușcăturii lui Moll, devine un Wolfwalker și o protejează. După ce a fost mușcat de Bill și îngrozit că acum este un Wolfwalker, Lordul Protector se lasă omorât.
Robyn și Bill se întorc la bârlog și o ajută pe Mebh să o reînvie pe Moll. Dupa ce o aduc înapoi pe Moll, acceptă invitația ei de a rămâne cu haita și de a-și îmbrățișa noile identități de Wolfwalkers. Haita pornește în căutarea unei noi case.

## Dublaje în limba engleză
- Honor Kneafsey – Robyn Goodfellowe, o tânără ucenică vânător și fiica lui Bill
- Eva Whittaker – Mebh Óg MacTíre, o aventurieră Wolfwalker - Om-Lup și fiica lui Moll
- Sean Bean – Bill Goodfellowe, un vânător și tatăl lui Robyn
- Simon McBurney – Lord Protector, un general autoritar, dar cu adevărat pios și om de stat englez care conduce Irlanda. Modelul său de caracter, titlul și manierele par să se bazeze pe Oliver Cromwell, care a comandat forțele engleze în Irlanda în această perioadă.
- Maria Doyle Kennedy – Moll MacTíre, un Wolfwalker, liderul haitei de lupi și mama lui Mebh
- Tommy Tiernan – Seán Óg, un tăietor de lemne care crede în existența Wolfwalkers
- Jon Kenny – Ned / Stringy Woodcutter
- John Morton – Stumpy Woodcutter
- Paul Young – crescător de oi
- Nora Twomey – Bridget, menajera șefă a bucătarului Lordului Protector
- Oliver McGrath – Padraig, un tânăr bătăuș din orașul Kilkenny
- Niamh Moyles – vânzătorul de pește

## Producție
Pe 8 septembrie 2018, s-a anunțat că Apple a achiziționat Wolfwalkers de Tomm Moore și Ross Stewart, după un scenariu de Will Collins. Filmul este un concept original creat de Moore și Stewart, iar animația folosește un stil 2D unic, alternând între o estetică woodblock și linii de expresie libere.

### Muzică
Coloana sonoră originală a filmului a fost compusă de Bruno Coulais și grupul folk Kíla, colaboratorii frecvenți ai lui Moore. Cântăreața și compozitoarea norvegiană Aurora a contribuit la coloana sonoră cu o versiune reînregistrată a single-ului ei „Running with the Wolves ”.

### Animație și design
Animația din Wolfwalkers a fost desenată în principal manual folosind TVPaint. Alte elemente au fost animate cu Moho. Fundalurile au fost desenate și pictate pe hârtie.
Filmul a avut premiera mondială la Festivalul Internațional de Film de la Toronto din 2020, pe 12 septembrie 2020.

## Receptare

### Box office
În weekendul de premieră din Regatul Unit, Wolfwalkers a încasat 40.802 de dolari la box office. A fost distribuit în Franța, Regatul Unit, Olanda și Norvegia și a încasat în total 1,3 milioane de dolari la nivel global. Potrivit lui Moore, producția filmului a costat 10 milioane de euro.

### Critici
Pe site-ul web de recenzii Rotten Tomatoes, 99% din recenziile celor 176 de critici sunt pozitive, cu un rating mediu de 8,7/10. Pe site-ul web scrie: „O aventură fascinantă de inspirație celtică, Wolfwalkers oferă o fantezie epică eterică, combinată cu filozofii profunde și voce stelară.” La Metacritic, filmul are un scor mediu ponderat de 87 din 100, bazat pe 28 de recenzii, indicând „aclamație universală”.

### Premii
Metacritic a clasat Wolfwalkers pe locul 26 în clasamentul general.  Sondajul IndieWire pe 231 de critici a inclus Wolfwalkers în topul celor mai bune filme din 2020, clasându-se pe locul 32.
Într-un interviu din 2021, Moore a declarat că în prezent nu există planuri pentru o continuare a filmului Wolfwalkers, la fel cum filmele sale anterioare, The Secret of Kells și Song of the Sea, nu au avut continuări.